# Peter Rock
Peter Rock (16. prosince 1941, Rudolstadt - 20. června 2021) byl východoněmecký fotbalista, záložník, reprezentant Východního Německa (NDR).

## Fotbalová kariéra
Ve východoněmecké oberlize hrál za FC Carl Zeiss Jena, nastoupil ve 254 ligových utkáních a dal 36 gólů. S FC Carl Zeiss Jena vyhrál třikrát východoněmeckou oberligu a dvakrát východoněmecký fotbalový pohár. V Poháru mistrů evropských zemí nastoupil v 6 utkáních, v Poháru vítězů poháru nastoupil v 5 utkáních a v Poháru UEFA nastoupil v 17 utkáních a dal 1 gól. Za reprezentaci Východního Německa (NDR) nastoupil v letech 1967-1971 v 11 utkáních a dal 1 gól. Reprezentoval Německo na LOH 1964 v Tokiu, nastoupil ve 2 utkáních a získal s týmem bronzové medaile za 3. místo.

## Ligová bilance
| Ročník          | Zápasy | Góly | Klub               |
| --------------- | ------ | ---- | ------------------ |
| I. liga 1961/62 | 9      | 1    | Motor Jena         |
| I. liga 1962/63 | 21     | 7    | Motor Jena         |
| I. liga 1963/64 | 20     | 1    | Motor Jena         |
| I. liga 1964/65 | 25     | 0    | Motor Jena         |
| I. liga 1965/66 | 25     | 8    | FC Carl Zeiss Jena |
| I. liga 1966/67 | 23     | 5    | FC Carl Zeiss Jena |
| I. liga 1967/68 | 22     | 5    | FC Carl Zeiss Jena |
| I. liga 1968/69 | 24     | 1    | FC Carl Zeiss Jena |
| I. liga 1969/70 | 23     | 3    | FC Carl Zeiss Jena |
| I. liga 1970/71 | 21     | 1    | FC Carl Zeiss Jena |
| I. liga 1971/72 | 25     | 4    | FC Carl Zeiss Jena |
| I. liga 1972/73 | 13     | 0    | FC Carl Zeiss Jena |
| I. liga 1973/74 | 3      | 0    | FC Carl Zeiss Jena |
| CELKEM I. liga  | 254    | 36   |                    |